# Baldassarre de' Nardis
Baldassarre de' Nardis (L'Aquila, 6 gennaio 1575 – L'Aquila, 30 giugno 1630) è stato un religioso italiano.

## Biografia
Nato all'Aquila nel 1575 all'interno della nobile famiglia Nardis da Giovanni e Piera Porcinari, ebbe un'infanzia segnata da vari problemi di salute. All'età di tredici anni, nonostante fosse l'unico figlio maschio della famiglia, iniziò una vita in ambienti monacali, studiando presso un collegio monastico in città. Su consiglio degli stessi monaci superiori non prese però i voti, dovendo badare alla madre e alle sorelle, e rimase in città, soggiornando presso la chiesa di Santa Croce.
Nel 1607 si rese artefice dell'arrivo e dell'insediamento della Confederazione dell'oratorio di San Filippo Neri in città, ricevendo l'approvazione dalla Chiesa romana, che dapprima si stabilì nell'oratorio di San Girolamo (oggi scomparso, presso la chiesa di Santa Caterina Martire) e poi nella nuova apposita chiesa di San Filippo. Fu eletto rettore e capo della nuova comunità monastica e ricevette infine i voti e diventò sacerdote. Tuttavia, Nardis, dopo alcuni anni vissuti nell'oratorio, si ritirò infine presso la casa della madre, continuando comunque l'attività pastorale. Morì di malattia nel 1630 e fu sepolto nella chiesa di San Filippo.